# 中之郷アパートメント
中之郷アパートメント（なかのごうアパートメント）は、特殊法人同潤会が1926年（大正15年）に東京市本所区（現在の東京都墨田区押上2-12）に建設した住宅団地である。

## 概要
設計は同潤会設計部。関東大震災の復興事業の一環として建設され、震災復興の象徴とされた。第二次世界大戦後に居住者に分譲された。押上二丁目地区第一種市街地再開発事業として1980年7月に再開発の検討が開始された結果、1988年（昭和63年）に解体されその跡地は1989年（平成元年）、墨田区の女性センター等が入居する「セトル中之郷」となった。
青山アパート（渋谷区神宮前）、代官山アパート（渋谷区代官山町）、柳島アパート等とともに、日本における近代アパート建築の最初期のものである。